# Starfighter Pilot (canção)
"Starfighter Pilot" foi o quarto single lançado por Snow Patrol, de seu álbum de estréia Songs for Polarbears. A música alcançou 161º lugar nos singles do Reino Unido. A música foi escritar pelo frontman da banda Gary Lightbody e a música foi composta por Lightbody e outros dois membros do Snow Patrol, Mark McClelland e Jonny Quinn.

## Faixas
- CD I:

1. "Starfighter Pilot (Radio Mix)" - 3:40
2. "Raze the City" - 4:21
3. "Riot, Please" - 2:52

- CD II:

1. "Starfighter Pilot (The Bad Belle Mix)" - 4:29
2. "Starfighter Pilot (Cut La Roc Mix)" - 3:59
3. "Starfighter Pilot (Steve Hitchcock Mix)" - 3:09[1]

- Promo (12" Vinil):

A: "Starfighter Pilot (Cut La Roc Mix)" - 3:59
A: "Starfighter Pilot (The Bad Belle Mix)" - 4:29
B: "Starfighter Pilot (Twin Tub Re-Score)"
B: "Starfighter Pilot (Steve Hitchcock Mix)" - 3:09
B: "Starfighter Pilot (Radio Mix)" - 3:40

## Paradas musicais
| Paradas (1999)   | Melhor posição |
| ---------------- | -------------- |
| UK Singles Chart | 161            |